# Bidalite
Bidalite är en småort i Torsås socken i Torsås kommun i Kalmar län.